# Diario de Tarragona
El Diario de Tarragona fue un periódico español editado en Tarragona entre 1853 y 1938. Periódico de carácter diario, en su momento llegaría una de las publicaciones periódicas más antiguas de Cataluña

## Historia
Nacido en 1853, fue una publicación con carácter diario. Publicó su primer número el 1 de julio de 1853, si bien algunas fuentes retrotraen incorrectamente su fundación a 1808, confundiéndolo con otro periódico homónimo. En su momento fue una de las publicaciones periódicas más antiguas de Cataluña. A comienzos de la década de 1920 el diario fue adquirido por nuevos propietarios, pero estos mantuvieron diversos pleitos con el antiguo arrendatario, el marqués de Marianao; por ello, pusieron en marcha un nuevo periódico, Tarragona, que se editó entre 1920 y 1926, hasta que finalmente lograron volver recuperar el control del Diario de Tarragona.
Catalanizado progresivamente, a partir del 14 de abril de 1932 pasó a editarse íntegramente en idioma catalán y cambió su cabecera a Diari de Tarragona. Durante el periodo de la Segunda República fue el órgano radical-socialista más importante de Cataluña, así como el diario más leído de la provincia de Tarragona. Tras el estallido de la Guerra civil fue colectivizado y quedó bajo control de un comité obrero. En la primavera de 1937 la CNT-FAI confiscó el diario y pasó a editarlo directamente, si bien mantuvo abundantes pérdidas y también se redujo mucho el número de lectores. Publicó su último número el 9 de febrero de 1938.
Sus instalaciones serían incautadas por FET y de las JONS y utilizadas para la puesta en marcha del Diario Español, en 1939.